# Dekanat Sadów
Dekanat Sadów – jeden z 16 dekanatów katolickich wchodzących w skład diecezji gliwickiej, w którego skład wchodzi 9 parafii.

## Parafie dekanatu Sadów
- Boronów: Parafia Najświętszej Maryi Panny Królowej Różańca Świętego
- Herby: Parafia Najświętszego Serca Pana Jezusa
- Kochanowice: Parafia św. Wawrzyńca
- Kochcice: Parafia Najświętszego Serca Pana Jezusa
- Lisów: Parafia Matki Boskiej Matki Kościoła
- Cieszowa: Parafia św. Marcina Biskupa i Wyznawcy
- Rusinowice: Parafia Znalezienia Krzyża świętego i św. Katarzyny
- Sadów: Parafia św. Józefa
- Olszyna: Parafia Wniebowzięcia Najświętszej Maryi Panny